# Кастіл (селище, Нью-Йорк)
Кастіл (англ. Castile) — селище (англ. village) в США, в окрузі Вайомінг штату Нью-Йорк. Населення — 970 осіб (2020).

## Географія
Кастіл розташований за координатами 42°37′52″ пн. ш. 78°3′9″ зх. д. / 42.63111° пн. ш. 78.05250° зх. д. (42.631184, -78.052551).  За даними Бюро перепису населення США в 2010 році селище мало площу 3,50 км², уся площа — суходіл.

## Демографія
Згідно з переписом 2010 року, у селищі мешкало 1015 осіб у 420 домогосподарствах у складі 275 родин. Густота населення становила 290 осіб/км².  Було 453 помешкання (129/км²).
Расовий склад населення:
| - 98,6 % — білих - 0,3 % — чорних або афроамериканців - 0,2 % — корінних американців - 0,2 % — азіатів |

До двох чи більше рас належало 0,7 %. Частка іспаномовних становила 1,3 % від усіх жителів.
За віковим діапазоном населення розподілялося таким чином: 23,6 % — особи молодші 18 років, 61,3 % — особи у віці 18—64 років, 15,1 % — особи у віці 65 років та старші. Медіана віку мешканця становила 38,9 року. На 100 осіб жіночої статі у селищі припадало 93,0 чоловіків;  на 100 жінок у віці від 18 років та старших — 93,3 чоловіків також старших 18 років.
Середній дохід на одне домашнє господарство  становив 56 715 доларів США (медіана — 47 045), а середній дохід на одну сім'ю — 65 211 долар (медіана — 64 063). Медіана доходів становила 45 563 долари для чоловіків та 35 882 долари для жінок. За межею бідності перебувало 18,8 % осіб, у тому числі 29,8 % дітей у віці до 18 років та 1,5 % осіб у віці 65 років та старших.
Цивільне працевлаштоване населення становило 457 осіб. Основні галузі зайнятості: мистецтво, розваги та відпочинок — 18,2 %, освіта, охорона здоров'я та соціальна допомога — 18,2 %, виробництво — 13,1 %, науковці, спеціалісти, менеджери — 9,0 %.